# Dontreix
Dontreix település Franciaországban, Creuse megyében. Lakosainak száma 405 fő (2022. január 1.). Dontreix Auzances, Chard, Charron, Les Mars, Mérinchal, Charensat és Montel-de-Gelat községekkel határos.

## Népesség
A település népességének változása:
| Lakosok száma | 730  | 568  | 455  | 401  | 389  | 402  | 415  | 425  | 418  | 405  |
|               | 1968 | 1982 | 1990 | 2006 | 2013 | 2015 | 2017 | 2019 | 2020 | 2022 |